# Rüdiger Robert Beer
Rüdiger Robert Beer (* 15. August 1903 in Lissa; † 6. Juli 1985) war ein deutscher Journalist.

## Leben
Rüdiger R. Beer besuchte die Gymnasien in Lissa und Oberlahnstein. Nach dem Studium arbeitete er ab 1926 als Journalist beim Hannoverschen Kurier. Am 12. Dezember 1933 übernahm Beer stellvertretend die Hauptschriftleitung der Kreuzzeitung und am 21. Juli 1934 für rund dreizehn Monate deren Chefredaktion. 1938 wurde er Auslandskorrespondent der Frankfurter Zeitung in Den Haag und Bern, die letztmals am 31. August 1943 erschien. Beer blieb danach bis zum Kriegsende in der Schweiz und redigierte verschiedene Neudrucke deutscher Literaturwerke.
Im August 1945 kehrte er nach Deutschland zurück. Als Pressereferent beteiligte sich Beer aktiv bei der Wiederbegründung des Deutschen Städtetages. Parallel zu dieser Tätigkeit übernahm er von 1948 bis 1966 als Beigeordneter die Zuständigkeit für Schul- und Bildungsfragen und ab 1952 zusätzlich für Kulturfragen. 1966 trat Beer in den Ruhestand.

## Werke (Auswahl)
- Heinrich Brüning. Eine Biografie des Reichskanzlers. Politisch-wissenschaftlicher Verlag Berlin, Berlin 1931.
- Der große Haller. Hermann Stratz Verlag, Säckingen 1947.
- Rückschau nach 30 Jahren. Heinrich Brüning ein deutscher Staatsmann im Urteil der Zeit. Hrsg. von Wilhelm Vernekohl, Regensberg Verlag, 1961.
- Von der Volksbildung zur Erwachsenenbildung. Lange Verlag, Duisburg 1964.
- Der Bildungsauftrag der öffentlichen Bücherei. List-Verlag, München 1965.
- Schwerpunkte kommunaler Kulturpolitik. Kohlhammer, Stuttgart 1968.
- Die Gemeinde: Grundriss der Kommunalpolitik. Olzog Verlag, München 1970.
- Einhorn. Fabelwelt und Wirklichkeit. Olzog Verlag, München 1972, 3. Auflage ebenda 1977.